# Голубев, Иван Иванович
Иван Иванович Голубев (5 марта 1949, с. Троицкое-Татарово, Вязниковский район, Владимирская область, РСФСР, СССР — 20 декабря 2003, Москва, Россия) — советский и российский деятель органов внутренних дел. Начальник Управления внутренних дел по Владимирской области с 1993 по 1995. Начальник Главного управления обеспечения общественного порядка МВД России с 1995 по 1999. Заместитель министра внутренних дел Российской Федерации с апреля 1999 по 20 декабря 2003. Генерал-полковник милиции (1999). Герой Российской Федерации (2000).

## Биография

Могила Голубева на Троекуровском кладбище Москвы.

Родился 5 марта 1949 в селе Троицкое-Татарово Вязниковского района Владимирской области. В 1960 окончил Троицкую начальную школу, в 1964 — Мстёрскую среднюю школу, в 1968 — сельскохозяйственный техникум в городе Камешково Владимирской области. В 1968 работал по специальности в Мстёре.
С 1968 по 1970 проходил срочную службу в рядах Советской армии. Окончил 86-ю военную школу младших специалистов караульной службы Ленинградской военно-морской базы Балтийского флота (город Кингисепп). Служил в школе на должности заместителя командира взвода. Демобилизован в звании главного старшины.
С 1970 на службе в органах внутренних дел. С 1970 по 1972 — инспектор уголовного розыска Отдела внутренних дел Вязниковского горисполкома Владимирской области. С 1972 по 1973 — инспектор отдела БХСС ОВД Вязниковского горисполкома. С 1973 по 1975 — начальник Мстёрского поселкового отделения милиции. С 1975 по 1977 — заместитель начальника Ленинского РОВД УВД города Владимира.
В 1976 окончил Горьковский факультет Всесоюзного заочного юридического института. В 1991 заочно окончил Академию МВД СССР.
С 1977 по 1980 — начальник Ленинского РОВД УВД города Владимира.
С 1980 по 1981 находился в долгосрочной служебной командировке в Афганистане, где проходил службу на должности заместителя по разведке командира спецподразделения «Кобальт» МВД СССР, выполнял боевые задачи в провинциях Фарах и Нимроз.
С 1985 по 1986 — заместитель начальника, с 1986 по 1989 — начальник управления уголовного розыска УВД Владимирской области. С 1989 по 1993 — заместитель начальника УВД Владимирской области.
С 1993 по 1995 — начальник Управления внутренних дел по Владимирской области.
С 1995 по 1999 — начальник Главного управления обеспечения общественного порядка МВД России. Выезжал в «горячие точки» с целью руководства действиями милиции на месте, в том числе в Карачаево-Черкесию и Дагестан. Принимал участие в Первой чеченской войне.
С апреля 1999 по 20 декабря 2003 — заместитель министра внутренних дел Российской Федерации. Одновременно с 1999 по 2000 являлся полномочным представителем Президента Российской Федерации в Республике Карачаево-Черкесия, где была угроза возникновения межэтнического конфликта; так же одновременно начальник Оперативного штаба МВД России по Северному Кавказу.
Во время вторжения боевиков в Дагестан Голубев возглавлял действия специальных частей милиции. В ходе Второй чеченской войны Голубев руководил подразделениями Объединенных сил МВД в Чечне.
Указом Президента Российской Федерации от 14 октября 2000 за мужество и героизм, проявленные в ходе контртеррористической операции на Северном Кавказе генерал-полковнику милиции Ивану Ивановичу Голубеву присвоено звание Героя Российской Федерации с вручением медали «Золотая Звезда».
Умер 20 декабря 2003 в Москве после тяжелой и продолжительной болезни. Похоронен с воинскими почестями на Троекуровском кладбище (участок 2).

## Звания
- Генерал-майор милиции (6 мая 1994)
- Генерал-лейтенант милиции (9 ноября 1996)
- Генерал-полковник милиции (21 мая 1999)

## Награды
- Медаль «Золотая Звезда» (14 октября 2000)
- Орден «За заслуги перед Отечеством» IV степени (29 февраля 2000)
- Орден Почёта (4 ноября 1998)
- Медаль «За спасение погибавших» (16 октября 2001)
- Медали

## Память
Во Мстёре в честь И. И. Голубева названа средняя школа (2014), на здании Мстёрского отделения полиции установлена мемориальная доска, так же именем Голубева названа улица.
На Аллее Героев в городе Вязники установлена звезда И. И. Голубева (2004), и именем Голубева названа улица.
На здании УМВД России по Владимирской области, на здании отделения полиции № 1 Управления МВД России по городу Владимиру (2004) установлены мемориальные доски скульптора Ильи Шанина, а на территории центра профессиональной подготовки УМВД России по Владимирской области в микрорайоне Юрьевец — памятник работы скульптора Ильи Шанина.
Так же памятник установлен в селе Троице-Татарово Вязниковского района Владимирской области.
В Нижнем Новгороде проводится ежегодная спартакиада по самбо Приволжского федерального округа на призы Героя Российской Федерации генерала И. И. Голубева, а во Владимире — Всероссийский турнир по дзюдо, посвященный памяти И. И. Голубева.